# 巴厘路线图
2007年12月在印度尼西亚巴厘岛召开的2007年联合国气候变化大会上，与会各国接受了《巴厘路线图》（英語：Bali Road Map）作为此后两年中达致2009年丹麦完成具有约束力的协议的进程。该大会包括若干团体的会议，包括联合国气候变化框架公约缔约方会议第十三届会议（COP 13）以及京都议定书缔约方会议第三届会议（或称）。
巴厘路线图包括巴厘行动计划（英語：Bali Action Plan (BAP)）被联合国气候变化框架公约缔约方会议第十三届会议的第1/CP.13号决定采纳。它也包括特设工作组关于根据京都议定书的附件一缔约方的进一步承诺（英語：Ad Hoc Working Group on Further Commitments for Annex I Parties under the Kyoto Protocol (AWG-KP)）磋商和它们2009年的限期，启动调适基金（英語：Adaptation Fund），京都议定书第9条的范围和内容，以及关于技术转让和减少毁林所致排放的决定。